# Кристеси
Кристеси (груз. ქრისტესი) — село в Грузии, на территории Онского муниципалитета края (мхаре) Рача-Лечхуми и Нижняя Сванетия.

## География
Село находится в северной части Грузии, к югу от реки Риони, на расстоянии приблизительно 2 километров (по прямой) к юго-западу от города Они, административного центра муниципалитета. Абсолютная высота — 1170 метров над уровнем моря.

## Население
По результатам официальной переписи населения 2014 года, в Кристеси проживало 20 человек (11 мужчин и 9 женщин). В национальной структуре населения грузины составляли 100 %.
| Год  | Население, человек |
| ---- | ------------------ |
| 2002 | 30                 |
| 2014 | ↘ 20               |